# Swardeston
Swardeston is een civil parish in het bestuurlijke gebied South Norfolk, in het Engelse graafschap Norfolk met 619 inwoners.

## Geboren in Swardeston
- Edith Cavell (1865-1915), verpleegster die door een Duits vuurpeloton tijdens de Eerste Wereldoorlog in België werd gefusilleerd